# Рев'юк Осип
Осип Рев'юк (псевдо: «Іван Бартович», «Йонас Бартавічус», «Понас») (* 16 жовтня 1889, м. Станиславів — † ?) —  підполковник УГА, командир Другої Коломийської бригади УГА, командант Покутської округи УВО, представник УВО та ОУН в Литві, член Президії Литовсько-українського товариства.

## Життєпис
Осип Рев'юк (Ревюк) народився 16 жовтня 1889 у Станиславові (Івано-Франківську) в родині Михайла і Марії Клемент. Перший клас гімназії закінчив теж у цьому місті. Згодом здобув середню освіту, працював службовцем залізниці, пройшов службу в австрійському війську і 1 січня 1914 отримав ступінь кадета резерву.

### В армії Австро-Угорщини
З вибухом Першої світової війни призваний в армію з містечка Делятин, служив у четвертій роті 58-го піхотного полку, фенріх резерву (хорунжий). В кінці 1914 або на поч. 1915 поранений (ймовірно, у праве передпліччя). Підвищений до ступеня обер-лейтенанта (поручника) 1 травня 1915. Відзначений Срібною Медаллю Військових Заслуг на стрічці Хреста Військових Заслуг з мечами; Бронзовою Медаллю Військових Заслуг на стрічці Хреста Військових Заслуг з мечами; Військовим хрестом імператора Карла.

### В УГА
Під час визвольних змагань служив в УГА. Під час Чортківської офензиви командував ІІІ куренем 2-ї Коломийської бригади. 1 березня 1919 підвищений до ступеня сотника. В кінці серпня 1919 в боях під Києвом очолював цю бригаду, а в кінці року призначений до штабу ІІІ корпусу Галицької армії. Навесні 1920 перебував при командирові 3-ї бригади ЧУГА Осипові Станимірові. Разом з частиною вояків Галицької армії зумів приєднатися до Армії УНР, служив у штабі 1-ї Запорізької дивізії. Наказом Військ УНР №4 від 9 лютого 1921 підвищений до звання підполковника.

### УВО-ОУН

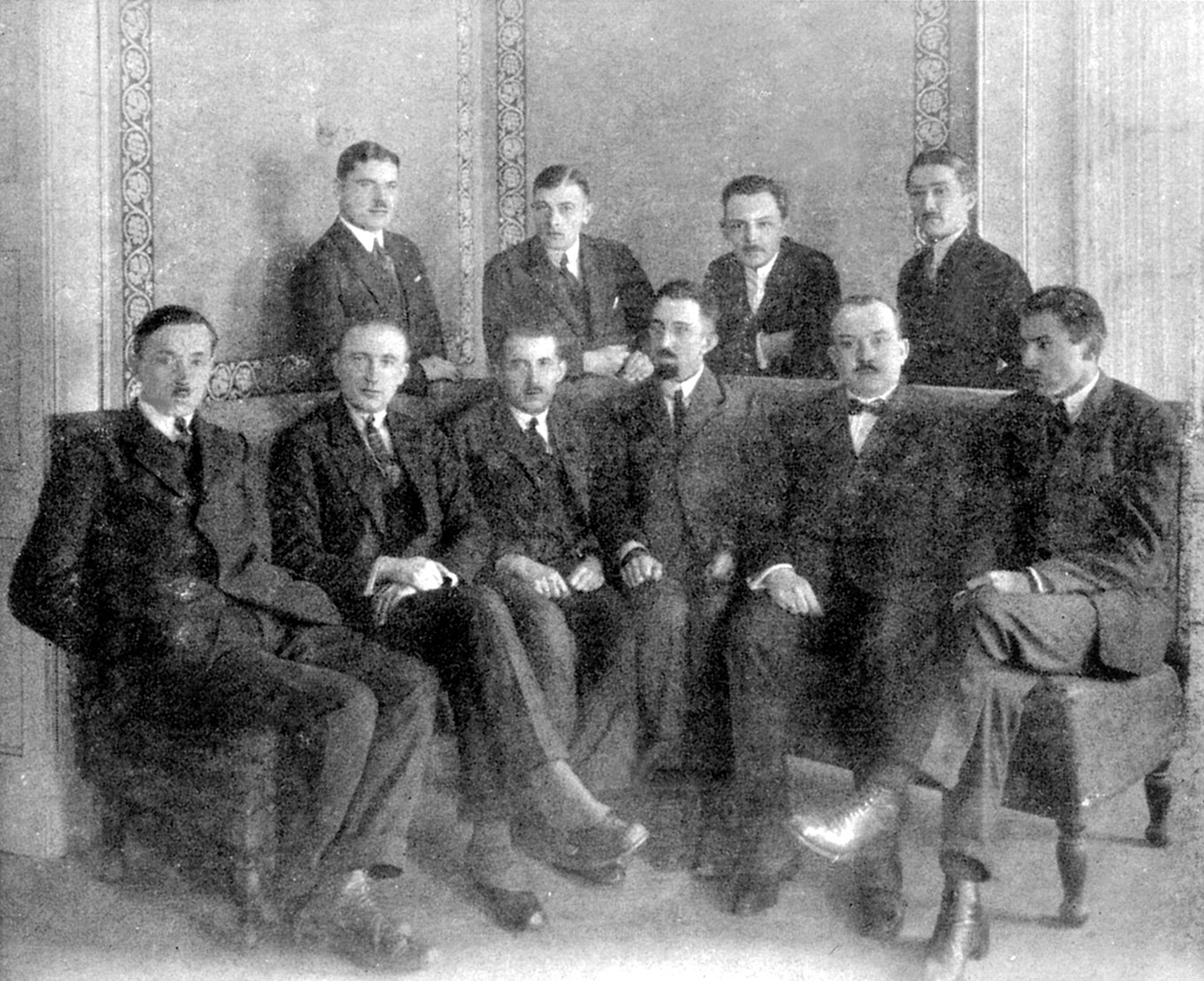
Конференція Начальної Команди УВО. Оліва, березень 1923. Зліва направо сидять: Володимир Бемко, Андрій Мельник, Євген Коновалець, Володимир Целевич, Ярослав Селезінка, Ярослав Індишевський; стоять: Петро Бакович, Юліян Головінський, Осип Рев'юк, Павло Меркун

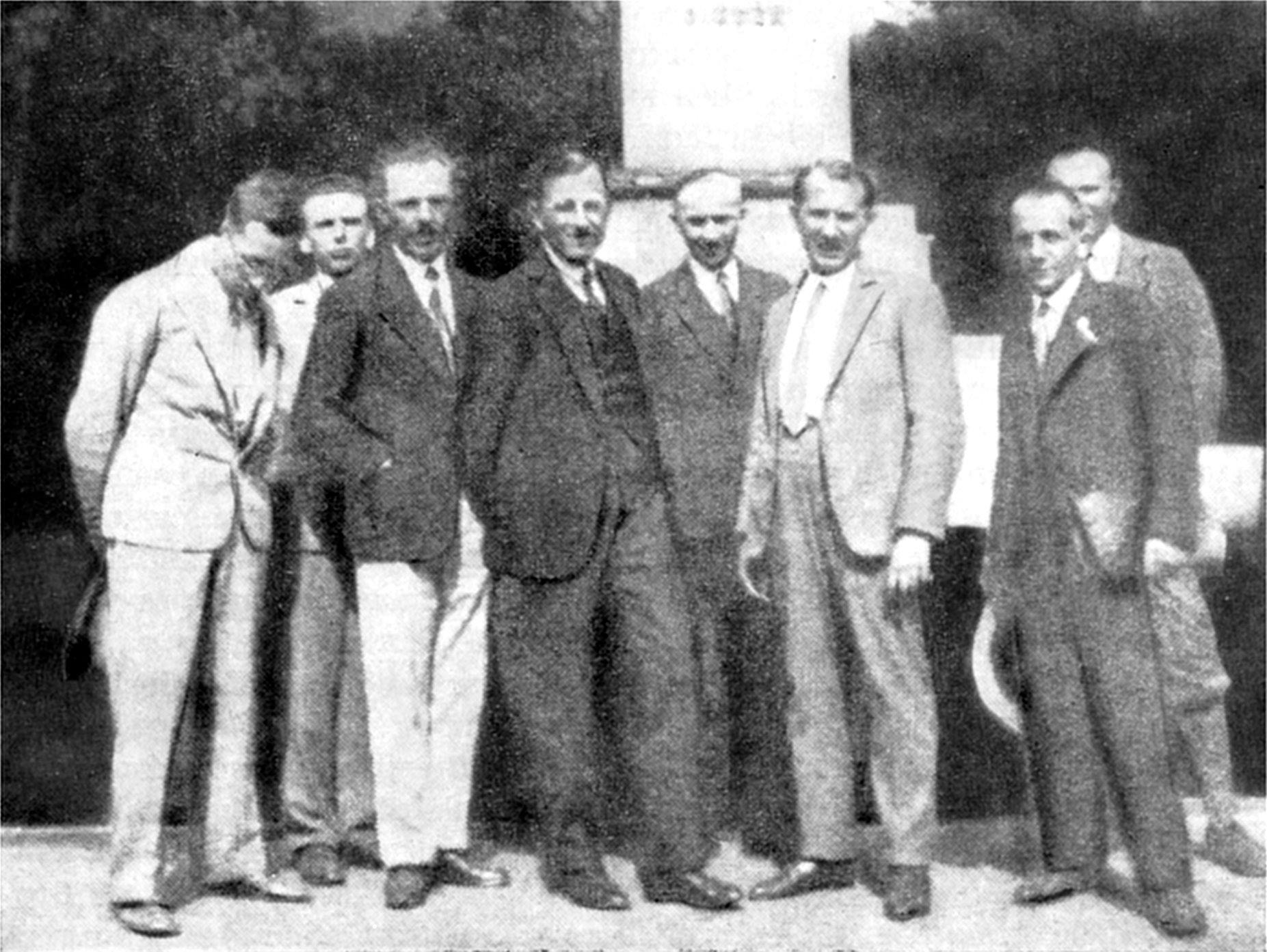
Нарада у Празі, червень 1930. Зліва направо: Зенон Пеленський, Осип Бойдуник, Осип Рев'юк, Юліан Головінський, Омелян Сеник, Євген Коновалець, Леонід Костарів, Зиновій Книш

На початку 1920-х мешкав у Коломиї, брав активну участь у діяльності Української Військової Організації, був командантом Покутської округи УВО. Одночасно виконував обов’язки скарбника молодіжного товариства "Академічна Громада" в Коломиї. Заарештований польською поліцією наприкінці 1922 року, але невдовзі звільнений за браком доказів. 
Входив до крайової команди УВО; за деякими відомостями, виконував обов’язки організаційного референта. Був серед учасників конференції УВО в Оліві біля Данціґа (1923).
Від 1924 виконував обов’язки референта розвідки в крайовій команді УВО. Спочатку перебував у Львові, а згодом у Кракові, одночасно виконував обов’язки представника УВО в цьому місті. Крім того, займався справами переходу кордону з Польщі в Німеччину та Чехословаччину в його околицях. У середині червня 1926 залишив Краків і виїхав за кордон, був призначений представником УВО у Литві. Тут мешкав під прибраним іменем Іван Бартович (Йонас Бартавічус), представлявся журналістом. 27 листопада 1927 від української сторони поставив підпис під статутом новоствореного Литовсько-українського товариства; 20 січня 1928 на урочистих зборах товариства обраний до його президії.
Від весни 1928 – відпоручник Проводу українських націоналістів на Литву; користувався організаційним псевдонімом “Понас”.
Був посередником між керівництвом Литви та УВО-ОУН, зокрема в питаннях фінансування організації, забезпечення офіційними документами Євгена Коновальця та його співробітників. В тодішній литовській столиці Каунасі  займався виданням друкованого органу УВО "Сурма", брошур та подальшою їх пересилкою в Польщу (зокрема, через Вільнюс і Данціґ) та інші регіони, де діяли українські націоналісти. Також їздив у Ригу (Латвія), де займався організацією осередку ОУН.
Визначений делегатом установчого конгресу ОУН, не невідомих причин не зміг прибути у Відень на поч. 1929. Брав участь у ряді нарад керівництва УВО і ОУН (Прага, червень 1930; Женева, листопад 1930; Берлін, вересень 1931.
Після виявлення у 1935 на Варшавському процесі матеріалів з Архіву Сеника про працю Осипа Ревюка, був змушений залишити Литву. Мешкав у Берліні, далі працював в ОУН під керівництвом Євгена Коновальця і Андрія Мельника.
Точної інформації про час і обставини смерті Осипа Ревюка немає. Його друзі з ОУН вважали, що він загинув у 1945 наприкінці Другої світової війни. За різними припущеннями, це сталося у Литві або Німеччині.